# Punanové
Punanové (vlastním jménem Penan) jsou dajáckým etnikem kočujícím v oblasti horního toku řek středního Kalimantanu, částečně i v Sarawaku. Jejich počet se odhaduje asi na 9000 v Indonésii 4000 v Sarawaku (Malajsie). Dělí se na řadu malých tlup po třiceti až čtyřiceti lidech vedených uznávaným stařešinou. Tlupy si dávají jméno podle řeky, u které žijí (např. Penan Busang, Penan Batu aj.). Jméno si občas mění, některé tlupy se rozpadají nebo spojují s jinými atd., takže celkový počet tlup není znám a jejich identifikace je někdy pochybná.